# Sthefany Gutiérrez
Sthefany Yoharlis Gutiérrez Gutiérrez (sinh ngày 10 tháng 1 năm 1999) là một nữ diễn viên, người mẫu và hoa hậu người Venezuela, người đã đăng quang Hoa hậu Venezuela 2017. Cô đại diện cho bang Delta Amacuro tại cuộc thi và đại diện cho Venezuela tại cuộc thi Hoa hậu Hoàn vũ 2018, nơi cô đạt được danh hiệu Á hậu 2.

## Tiểu sử
Gutiérrez sinh ra ở Barcelone, Anzoátegui. Cha của Sthefany đến từ Colombia và mẹ cô là người Venezuela. Cô là sinh viên luật tại Đại học Santa María ở Puerto La Cruz.

## Các cuộc thi hoa hậu

### Hoa hậu Venezuela 2017
Vào cuối cuộc thi Hoa hậu Venezuela 2017 được tổ chức vào ngày 9 tháng 11 năm 2017, Gutiérrez đã đăng quang Hoa hậu Venezuela 2017. Cô sẽ là nguời đại diện cho Venezuela tại Hoa hậu Hoàn vũ 2018.   Gutiérrez đã thành công Hoa hậu Venezuela 2016 Keysi Sayago và được cô trao vương miện tại sự kiện cuối cùng. Toà án của cô bao gồm Hoa hậu Thế giới Venezuela 2018, Veruska Ljubisavljević từ Vargas và Hoa hậu Quốc tế Venezuela 2018, Mariem Velazco từ Barinas. Kể từ khi đăng quang, Gutiérrez đã tham dự nhiều sự kiện với các đương kim Hoa hậu Venezuela và Mister Venezuela. Cô đã ủng hộ nhận thức về HIV và vào ngày 1 tháng 12, cô đã chia sẻ sự xuất hiện của mình tại Acción Solidaria cho Ngày Thế giới Phòng chống HIV.

### Hoa hậu Hoàn vũ 2018
Vào tháng 12 năm 2018, cô đại diện cho Venezuela tại cuộc thi Hoa hậu Hoàn vũ 2018 được tổ chức tại Băng Cốc, Thái Lan. Đối với trang phục dân tộc của mình, cô đã chọn đại diện cho "Guaichia", nữ thần bảo vệ thiên nhiên. Tại cuộc thi Hoa hậu Hoàn vũ 2018, Gutiérrez được xếp hạng Á hậu 2. Đây là vị trí cao nhất của Venezuela kể từ chiến thắng của Gabriela Isler vào năm 2013.